# 人民党 (アメリカ)
人民党（じんみんとう、英: People's Party、英: Populist Party）は、アメリカ合衆国のポピュリズム運動の中で1891年に設立され、比較的短命に終わった政党である。

## 概要
人民党の構成員・支持者はポピュリストと呼ばれた。「ポピュリスト」や「ポピュリズム」という言葉は、確立された利益や主流政党に反対して、反エリート主義の主張で使われることが通常である。詳細は当該記事を参照のこと。
アメリカ合衆国南部（特にノースカロライナ州、アラバマ州、テキサス州）の貧しい白人綿花農家や、アメリカ合衆国中西部の平原にある州（特にカンザス州とネブラスカ州）の追いつめられていた小麦農家などを支持基盤とし、農本主義と、銀行、鉄道、エリートに対する敵意という急進的な運動形態を採った。労働組合と連衡する場合もあれば、1896年には民主党が人民党の大統領候補者ウィリアム・ジェニングス・ブライアンを公認した。1892年から1896年が最も活動した期間であり、その後は急速に衰退していった。

## 歴史

### 結成
人民党は、南部やミシシッピ川から西部までで、低い農産物価格に反応した農民の騒動の中から生まれ出てきた。1876年、テキサス州ランパサスで結成された農民同盟が農民の結集による経済活動を推進し、南部やグレートプレーンズ地域で幅広い支持を勝ち取った。農民同盟は最終的に、仲介業者、鉄道、商人に対抗する集合的な経済活動という幅広い目標を達成することはなかったが、運動に関わった多くの者は国政政策の変化を扇動した。1880年代末までには、農民同盟が政治綱領を作成し、国策における規制と改革を要求した。中でも農機具など他の商品に比較して農作物価格が下がったことへの対抗策として、金本位制に反対したことが挙げられる。
1888年12月、全国農業ウィールと南部農民同盟がミシシッピ州メリディアンで会した。この集会で、保留中だった2つの団体が統合することを決めた。この統合で、新しい組織名がアメリカ農民労働者連合となり、1889年には統合が批准されたが、テキサス州やアーカンソー州の「保守的な」同盟員と「政治的な」ウィール会員との間に紛争があり、これらの州ではそれぞれ1890年と1891年まで統合が遅れることになった。この統合で白人南部同盟とウィール会員を団結させることになったが、農業団体のアフリカ系アメリカ人会員を含めることは無かった。
1889年の統合に向けた動きの中で、南部農民同盟と全国農業ウィールの指導者達が、「ナイツ・オブ・レーバー」の指導者テレンス・V・パウダリーに接触した。「この農民運動指導者とパウダリーが接触したことで、1889年12月から1892年7月の間に開催された一連の改革会議への道が開け、全国政党として人民党の結成に繋がった。」

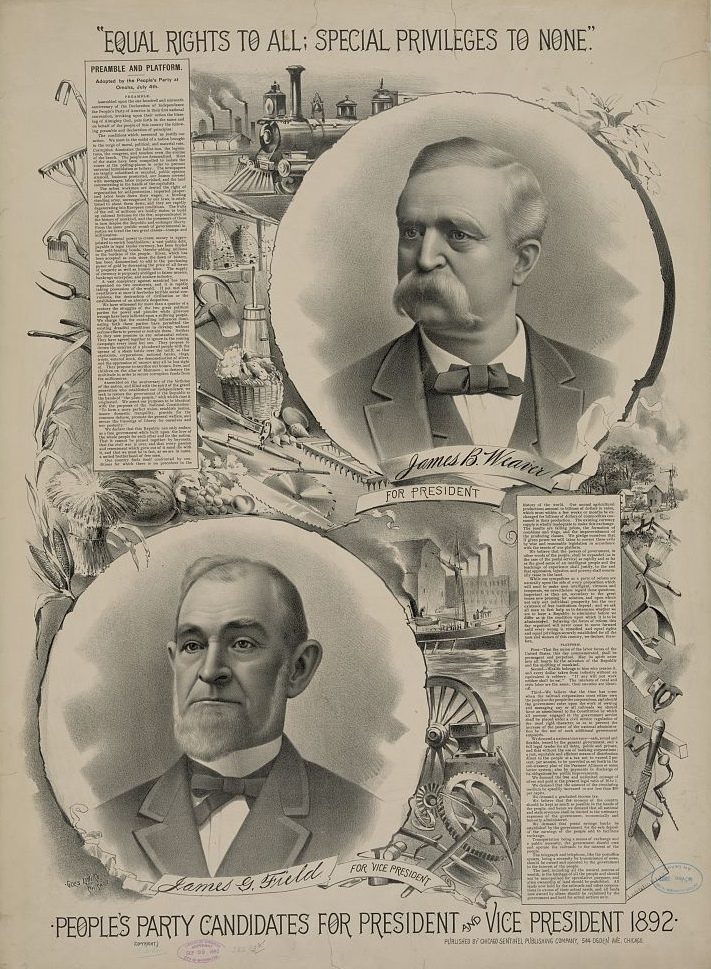
1892年、人民党の選挙ポスター、ジェイムズ・ウィーバーを大統領に推している

運動の中から新しい政党を創ろうという動機は、二大政党である民主党と共和党の双方が、小農の必要とする事柄には敵対的な銀行家、土地所有者、エリートに支配されているという信念から生まれてきた。運動は1892年に最高潮に達し、人民党はフランシス・ウィラード（婦人キリスト教禁酒連合の指導者でパウダリーの友人）を議長とする大会をネブラスカ州オマハ市で開催し、国政選挙の候補者を指名した。
オマハ綱領と呼ばれた党綱領は、国定銀行の廃止、累進的な所得税の導入、アメリカ合衆国上院議員の直接選挙、公共事業の改革、1日8時間労働、および鉄道、電信、電話の連邦政府による規制を要求していた。1892年アメリカ合衆国大統領選挙の一般投票で、ジェイムズ・ウィーバーは1,027,329票を獲得した。ウィーバーはコロラド州、カンザス州、アイダホ州、ネバダ州の4州で勝利し、オレゴン州やノースダコタ州からも選挙人票を得た。
党は南西部やグレートプレーンズ地域の農民に最も支持され、さらには南部でもかなりの支持を得られたが、南部は民主党がしっかりと根付いた独占地域であり、それとの苦しい戦いを強いられた。成功事例は南部以外の民主党との選挙協力で得られることが多かったが、南部ではアラバマ州、ノースカロライナ州、テネシー州、テキサス州で共和党と同盟を組んだ。例えば1894年の選挙で、人民党のマリオン・バトラーが指導した人民党と共和党の連衡によってノースカロライナ州の州と地方レベルの役人を独占し、さらに1896年には共和党候補者のダニエル・リンザー・バトラーを州知事に当選させることになった。
ポピュリストの動きとは全く別に、西部の鉱業州では、1893年恐慌を解決するために自由銀を要求したシルバーライトの動きがあった。
ポピュリストは禁酒党に追随して女性の支援を積極的に取り込んだ。ジョージア州のトマス・E・ワトソンなど南部のポピュリストは、経済的な利益を共有するという名目で、貧乏黒人と貧乏白人がその人種的な違いを棚上げにしておく必要性を訴えた。しかしこの修辞的な訴えにも拘わらず、人民党は人種差別問題を避けられなかった。ノースカロライナ州選出のアメリカ合衆国上院議員マリオン・バトラーのような人民党の著名指導者は、少なくとも白人至上主義サイドへの支持を表明しており、党員の中にもこの見解を支持する者がいたと考えられる。1900年以降、ワトソン自身は公然と白人至上主義を訴え、1904年と1908年の大統領選挙に出馬して、それぞれ117,000票と29,000票を獲得した。

### 1896年アメリカ合衆国大統領選挙

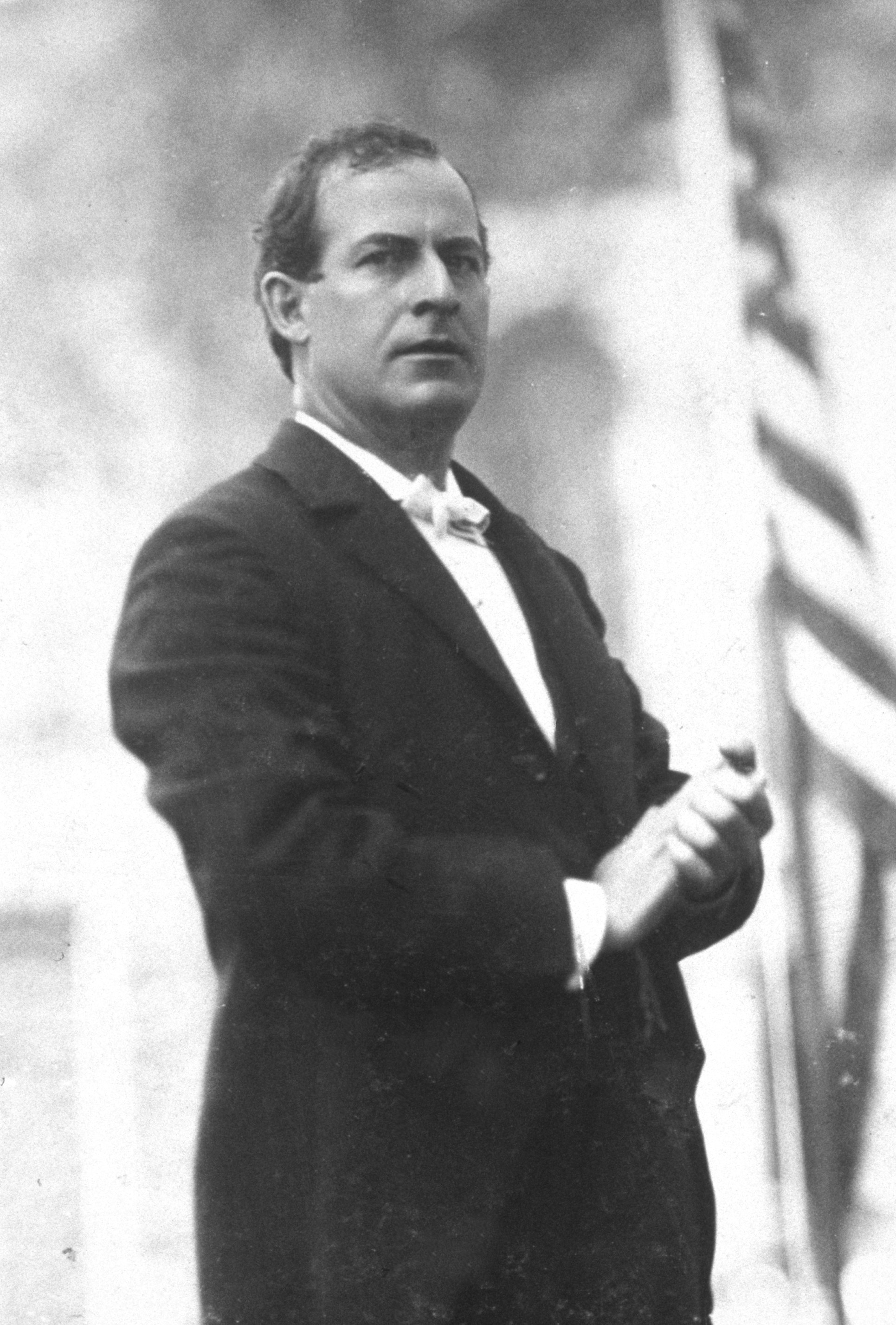
36歳のウィリアム・ジェニングス・ブライアン。1896年の民主党および人民党の共同候補になった

1896年までに、民主党が国政レベルで人民党の政策の多くを採用するようになり、人民党は国政の場から衰退を始めた。1896年アメリカ合衆国大統領選挙では、民主党がウィリアム・ジェニングス・ブライアンを大統領候補に指名し、ブライアンは経済不況と権力の不均衡配分の解決策として自由銀問題に議論を集中させた。当時の偉大な演説家の一人であるブライアンは、その「金の十字架演説」で民主党の中に大きな興奮状態を生みだし、1896年夏には、人民党の支持が得られれば大統領選挙に勝利する可能性があるように見えた。
人民党はブライアンを公認するか独自の候補者を選ぶかという選択肢があった。セントルイスで開催された党員集会では、大きな内紛のあった後でブライアンを公認することに決めたが、ジョージア州のトマス・E・ワトソンを独自の副大統領候補に決めた。ワトソンは慎重に協力を始めたが、選挙後には実行可能な手段としての協力の可能性を否定することになった。ブライアンの基礎票は伝統的な民主党票にあり（ただし中流階級とドイツ人の票は差し引かれた）、さらに西部と南部の人民党が強かった州や、西部のシルバーライトの州を制することになったが、工業化の進んだ州では弱かった。この年の選挙では共和党のウィリアム・マッキンリーに60万票差で敗れ、1900年に再挑戦したときもさらに大差で敗れた。

### 衰退
民主党と選挙協力を組んだことで、人民党は南部で壊滅した。共和党と組んで成功していた唯一の州であるノースカロライナ州では、連衡が解消された。1898年までに民主党はノースカロライナ州の人民党と共和党を破るために激しい人種差別キャンペーンを行い、1900年には民主党が黒人の選挙権剥奪を始めた。
1896年の失敗からポピュリズムが立ち直ることは無かった。例えば、テネシー州の人民党は会員が減って士気が衰え、州レベルの敵である民主党と戦うか、あるいは国政レベルの敵である共和党やウォール街と戦うかというジレンマに陥り、分裂した。1900年にはかつてのテネシー州の人民党は以前のものの影に過ぎなくなっていた。
1900年アメリカ合衆国大統領選挙で、ポピュリスト有権者の多くが再度ブライアンを支持したが、弱体化していた党は別にウォートン・ベイカーとイグナティウス・L・ドンリーという組み合わせの候補者で戦い、選挙戦の後で解党した。ポピュリズムの活動家は政界から引退するか主要政党に加わるか、あるいはユージン・V・デブスの新生アメリカ社会党に付いた。

### 再組織化
1904年、人民党は再組織化され、トマス・E・ワトソンが1904年と1908年の大統領選挙に出馬したが落選し、その後では再度解党された。

## ポピュリズムに対する歴史家の見方
1890年代以降、歴史家達はポピュリズムの性格を活発に議論してきた。多くの学者達はリベラルであり、ポピュリストが銀行や鉄道を攻撃したことを称賛した。ある学者は、1890年代のポピュリストと、1900年から1912年の進歩主義派の間に密接な関連を見ているが、ブライアンを除いて進歩主義指導者の大半は激しくポピュリズムに反対していた。セオドア・ルーズベルト、ジョージ・W・ノリス、ロバート・M・ラフォレット・シニア、ウィリアム・アレン・ホワイトおよびウッドロウ・ウィルソンはポピュリズムに強く反対した。ニューディール政策時代にポピュリズムの考え方が民主党に取り入れられたかについては議論があった。ニューディールの農業政策は、ヘンリー・A・ウォレスのようにポピュリズムとは何の関係も無かった専門化が立案した。  
歴史家の中にはポピュリストを、前を見据えたリベラルな改革者と見る者もいる。長閑でユートピアのような過去を掴み直そうとした反動家だと見る者もいる。アメリカ人の生活を再建しようとした急進派と見る者がおれば、経済的に追い込まれて政府の救済を求めた農本主義者と見る者もいる。最近の学説では、アメリカ初期の共和主義にポピュリズムが負うものがあると主張している。クラントンは、ポピュリズムが「ジェファーソン、ジャクソンおよびリンカーンのそれぞれの民主主義のはっきりした印象を留める政治的な伝統を通じて濾過されてきた、啓蒙思想から派生した古き急進的な伝統を最後に表現したもの」だと主張した（1991年）。その伝統は、金ぴか時代に支配的だった現金という中核思想の上に人権を置くものだった。
フレデリック・ジャクソン・ターナーと西部歴史家の継承者は、ポピュリストをフロンティアの消滅（1890年とされている）に反応したものとして、次のように説明した。
ポピュリズムに関してターナーの弟子で最も影響力を持ったのはジョン・D・ヒックスであり、概念の上に経済的実用感を強調している。すなわちポピュリストを政治的利益団体として表現し、生産に関与しない投機家が寄生するアメリカの富の公正な分け前を要求した持たざる者達だということである。ヒックスは、カンザス州の農家の多くを破滅された干ばつを挙げたが、金本位制、高率利子、抵当差し押さえ、および高い鉄道料金によって引き起こされた金融操作と生産価格の低下も指摘した。そのようなものに怒ったポピュリストが解決策として人民による政府の支配を訴えたことは、後の共和主義の学者が指摘したところである。
1930年代、C・バン・ウッドワードが南部の地盤について、尊大な金持ちに対する貧乏黒人と貧乏白人の連携の可能性を見ていた。ジョージア州の政治家トマス・ワトソンはウッドワードの英雄だった。しかし、1950年代、リチャード・ホフスタッターのような学者は、現代性の挑戦に対して、後を振り返る農夫達の不合理な反応としてポピュリズム運動を描いた。ホフスタッターは、進歩主義者に至る第3政党の繋がりを軽視し、ポピュリストは地方の共謀の精神を持った人々であり、移民排斥主義、反ユダヤ主義、反知性主義、イギリス恐怖症を表に出した、罪の転嫁に走る人々だと論じた。反近代的ポピュリズムの反対にあるものがホフスタッターのモデルでは近代化を行う進歩主義者であり、セオドア・ルーズベルト、ロバート・M・ラフォレット・シニア、ジョージ・ノリス、ウッドロウ・ウィルソンなど進歩主義の指導者がポピュリズムの激しい敵であると指摘した。ただし、ウィリアム・ジェニングス・ブライアンだけはポピュリストと協力し、1896年には大統領候補者指名を受け容れた。
マイケル・ケイジンが1995年に出した「ポピュリストの説得」では、1930年代のチャールズ・カフリン神父や1960年代のジョージ・ウォレス知事のような代弁者に表されている修辞的な様式にポピュリズムが影響を与えたと論じた。
ポステルは、ポピュリストが伝統主義者で反近代化論者だという考え方に反論している。ポステルは全く反対に、ポピュリストが積極的に意識して進歩的な目標を追求したと論じた。彼等は科学と技術知識の融合を求め、高度に集権化された組織を作り、大規模な法人事業を始め、州を中心とする改革の道を進めた。何十万という女性がポピュリズムに関わり、より近代的な生活、教育、学校や事務所での職を求めた。労働運動の大きな部分がポピュリズムを解答だと考え、規制された状態に弾みを与える農夫との政治的連携を図った。しかし、進歩主義は恐ろしい、非人間的なものでもあったと、ポステルは述べている。白人ポピュリストは、人種差別問題、中国人排斥および「分離すれども平等」の屈辱と残酷さについて社会的ダーウィニズムの概念を捉えた。

## 選挙で当選した役人

### 州知事
- コロラド州: デイビス・ハンソン・ウェイト（在任1893年-1895年）
- アイダホ州: フランク・ストイネンバーグ（在任1897年-1901年、民主党との共闘）
- カンザス州: ロレンソ・D・レウェリング（在任1893年-1895年）
- カンザス州: ジョン・W・リーディ（在任1897年-1899年）
- ネブラスカ州: サイラス・A・ホルコム（在任1895年-1899年、民主党との共闘）
- ネブラスカ州: ウィリアムA・ポインター（在任1899年-1901年、民主党との共闘）
- ノースカロライナ州: ダニエル・リンゼー・ラッセル（在任1897年-1901年、共和党との共闘）
- オレゴン州: シルベスター・ペノイヤ（在任1887年-1895年（、民主党との共闘）
- サウスダコタ州: アンドリュー・E・リー（在任1897年-1901年）
- テネシー州: ジョン・P・ブキャナン（在任1891年-1893年）
- ワシントン州: ジョン・ランキン・ロジャーズ（在任1897年-1901年、民主党との共闘）

### アメリカ合衆国議会
1891年から1902年の間に45人の党員がアメリカ合衆国議会議員を務めた。
上院議員は次の6人である。 
- ウィリアム・A・ペファー（在任1891年-1897年）、カンザス州
- ウィリアム・A・ハリス（在任1897年-1903年）、カンザス州
- マリオン・バトラー（在任1895年-1901年）、ノースカロライナ州
- ジェイムズ・H・カイル（在任1891年-1901年）、サウスダコタ州
- ヘンリー・ハイトフェルド（在任1897年-1903年）、アイダホ州
- ウィリアム・V・アレン（在任1893年-1899年、1899年-1901年）、ネブラスカ州

以下は下院議員である。
第52議会（9人、1891年-1893年）
- トマス・E・ワトソン、ジョージア州第10区
- ベンジャミン・ハッチンソン・クローバー、カンザス州第3区
- ジョン・グラント・オーティス、カンザス州第4区
- ジョン・デイビス、カンザス州第5区
- ウィリアム・ベイカー、カンザス州第6区
- ジェリー・シンプソン、カンザス州第7区
- キッテル・ハルバーソン、ミネソタ州第6区
- ウィリアム・A・マッキーガン、ネブラスカ州第2区
- オマー・マディソン・ケム、ネブラスカ州第3区

第53議会（12人、1893年-1895年）
- ハルダー・ボーエン、ミネソタ州第7区
- マリオン・キャノン、カリフォルニア州第6区
- ラファイエット・ペンス、コロラド州第1区
- ジョン・カルフーン・ベル、コロラド州第2区
- トマス・ジェファーソン・ハドソン、カンザス州第3区
- ジョン・デイビス、カンザス州第5区
- ウィリアム・ベイカー、カンザス州第6区
- ジェリー・シンプソン、カンザス州第7区
- ウィリアム・A・ハリス、カンザス州全州区
- ウィリアム・A・マッキーガン、ネブラスカ州第5区
- オマー・マディソン・ケム、ネブラスカ州第6区
- アロンソ・C・シャフォード、ノースカロライナ州第7区

第54議会（8人、1895年-1897年）
- アルバート・テイラー・グッドウィン、アラバマ州第5区
- ミルフォード・W・ハワード、アラバマ州第7区
- ウィリアム・ベイカー、カンザス州第6区
- オマー・マディソン・ケム、ネブラスカ州第6区
- ハリー・スキナー、ノースカロライナ州第1区
- ウィリアム・F・ストロウド、ノースカロライナ州第4区
- チャールズ・H・マーティン、ノースカロライナ州第6区
- アロンソ・C・シャフォード、ノースカロライナ州第7区

第55議会（21人、1897年-1899年）
- アルバート・テイラー・グッドウィン、アラバマ州第5区
- チャールズ・A・バーロウ、カリフォルニア州第6区
- カーティス・H・キャッスル、カリフォルニア州第7区
- ジェイムズ・ガン、アイダホ州第1区
- メイソン・サマーズ・ピーターズ、カンザス州第2区
- エドウィン・リード・リッジリー、カンザス州第3区
- ウィリアム・デイビス・ビンセント、カンザス州第5区
- ネルソン・B・マコーミック、カンザス州第6区
- ジェリー・シンプソン、カンザス州第7区
- ジェレマイア・ダナム・ボトキン、カンザス州全州区
- サミュエル・マクスウェル、ネブラスカ州第3区
- ウィリアム・レドヤード・スターク、ネブラスカ州第4区
- ロデリック・デュー・サザランド、ネブラスカ州第5区
- ウィリアム・ローリー・グリーン、ネブラスカ州第6区
- ハリー・スキナー、ノースカロライナ州第1区
- ジョン・E・ファウラー、ノースカロライナ州第3区
- ウィリアム・F・ストロウド、ノースカロライナ州第4区
- チャールズ・H・マーティン、ノースカロライナ州第5区
- アロンソ・C・シャフォード、ノースカロライナ州第7区
- ジョン・エドワード・ケリー、サウスダコタ州第1区
- フリーマン・T・ノウルズ、サウスダコタ州第2区

第56議会（4人、1899年-1901年）
- ウィリアム・レドヤード・スターク、ネブラスカ州第4区
- ロデリック・デュー・サザランド、ネブラスカ州第5区
- ウィリアム・ローリー・グリーン、ネブラスカ州第6区
- ジョン・W・アットウォータ、ノースカロライナ州第4区

第57議会（4人、1901年-1903年）
- トマス・L・グレン、アイダホ州第1区
- コールドウェル・エドワーズ、モンタナ州第1区
- ウィリアム・レドヤード・スターク、ネブラスカ州第4区
- ウィリアム・ネビル、ネブラスカ州第6区

### 当時の証言
- Gompers, Samuel (July 1892). “Organized Labor in the Campaign”. The North American Review (University of Northern Iowa) 155 (428):  91–97 2006年10月9日閲覧。.
- Dolph, Senator Joseph N. (January 1893). “Does the Republican Party Need Reorganization?,”. The North American Review (University of Northern Iowa) 156 (434):  54–61 2006年10月9日閲覧。.
- Peffer, Senator William A. (December 1893). “The Mission of the Populist Party”. The North American Review (University of Northern Iowa) 157 (445):  665–679 2006年10月9日閲覧。.
- Lewelling, L. D. (January 1895). “Problems Before the Western Farmer”. The North American Review (University of Northern Iowa) 160 (458):  16–21 2006年10月9日閲覧。.
- Stahl, John M. (September 1896). “Are the Farmers Populists?”. The North American Review (University of Northern Iowa) 163 (478):  266–276 2006年10月9日閲覧。.
- Trent, W. P. (January 1897). “Dominant Forces in Southern Life”. The Atlantic monthly (University of Northern Iowa) 79 (471):  42–53 2006年10月9日閲覧。.
- Turner, Frederick J. (April 1897). “Dominant Forces in Western Life”. The Atlantic monthly (University of Northern Iowa) 79 (474):  433–443 2006年10月9日閲覧。.
- Peffer, Senator William A. (January 1898). “The Passing of the People's Party”. The North American review (University of Northern Iowa) 166 (494):  12–24 2006年10月9日閲覧。.

### 党出版物と資料
- Populist Cartoon Index. Archived at Missouri State University. Retrieved August 24, 2006.
- Buttons, tokens and ribbons of the Populist Party. Reprinted from Issue 19, Buttons and Ballots, Fall 1998. Retrieved August 26, 2006.
- People's Party Hand-Book of Facts. Campaign of 1898: Electronic Edition. Populist Party (N.C.). State Executive Committee. Reformated and reprinted by the University Library, The University of North Carolina at Chapel Hill.
- Populist materials online courtesy University Library, The University of North Carolina at Chapel Hill.

### 二次史料
- The Populist Party in Nebraska. Published by the Nebraskastudies.org, a project of the Nebraska Department of Education.
- Fusion Politics. The Populist Party in North Carolina. A project of the John Locke Foundation. Retrieved August 24, 2006.
- The Decline of the Cotton Farmer. Anecdotal account of rise and fall of Farmers Alliance and Populist Party in Texas.